# Pentamètre iambique
Le pentamètre iambique est un type de vers utilisé notamment en métrique antique dans la poésie grecque, ainsi que dans les poésies anglaises et allemandes. Sous sa forme la plus pure, il se compose de cinq iambes.

## Le pentamètre iambique en anglais
En anglais, le pentamètre iambique est le type de vers le plus fréquemment employé. Pour qu'un texte soit en pentamètre iambique, la seule règle absolue de versification est que chaque vers comprenne cinq pieds. 
La métrique anglaise repose non sur la longueur des syllabes, comme en grec, mais sur leur accentuation. Un iambe anglais n'est donc pas constitué d'une syllabe brève suivie d'une longue mais d'une syllabe atone suivie d'une syllabe accentuée.

### Exemple
Un pied iambique est une syllabe non accentuée suivie d'une syllabe accentuée (durée plus longue ou intensité plus grande ou timbre plus haut...). Le rythme peut être écrit comme suit :

```
da DUM

```

Le "da-DUM" d'un battement de cœur humain est l'exemple le plus courant de ce rythme.
Une ligne standard de pentamètre iambique se compose de cinq pieds iambiques sur un rang :
```
da DUM da DUM da DUM da DUM da DUM

```

Des exemples simples de ce rythme peuvent être entendus dans le vers d'ouverture du Sonnet 12 de William Shakespeare :
When I do count the clock that tells the time  (Quand au cadran je suis l'âpre marche du temps)
et dans John Keats  'To Autumn :
To swell the gourd, and plump the hazel shells (Pour dilater la gourde, et remplir la noisette)
Il est possible de noter ceci avec un "/" marquant la syllabe scandée et une syllabe non scandée marquée par un "×". Dans cette notation, une ligne standard de pentamètre iambique ressemblerait à ceci :
```
×   /   ×   /   ×   /   ×   /   ×   /

```

La scansion des exemples ci-dessus peut être notée comme suit :
```
  ×  /  ×  /      ×   /     ×   /      ×  /
When I do count the clock that tells the time

 ×   /     ×  /     ×     /     ×  / ×    /
To swell the gourd, and plump the hazel shells

```

### Variations
Les deux variations les plus fréquentes sont :
- L'inversion d'un iambe, qui devient un trochée (une syllabe longue suivie d'une brève ou une accentuée suivie d'une atone). Cette inversion, dite trochaïque, affecte le plus souvent, mais pas toujours, le premier pied du vers. Le deuxième pied en revanche est presque toujours un iambe.

- L'ajout d'une onzième syllabe atone.

### Rime
Lorsque les pentamètres iambiques ne riment pas entre eux, on parle de blank verse (vers blanc). Il s'agit du type de vers le plus fréquent dans les pièces de Shakespeare. Lorsque les pentamètres riment deux à deux, comme c'est le cas dans La Boucle de cheveux enlevée d'Alexander Pope, on parle d'heroic couplet. 
Et comme c'est le cas dans Looking for Richard, le documentaire d'Al Pacino sur Shakespeare et son Richard III, nous pourrions ajouter à titre anecdotique une définition assez imagée du pentamètre iambique déambulant comme un fourmilier doté de pattes arrière démesurées et de minuscules pattes avant : ti-ta ti-ta…[réf. souhaitée]

## Le pentamètre iambique en allemand
Le pentamètre iambique est apparu plus tardivement dans les pays germaniques qu'en Angleterre. Le Blankvers fut d'abord employé au XVIIe siècle dans des traductions d'œuvres anglaises. En 1779, Lessing l'utilise pour sa célèbre pièce Nathan le Sage et les auteurs postérieurs (Goethe, Schiller, Kleist…) en feront un très large usage.